# BBC Studios

Logo BBC Studios

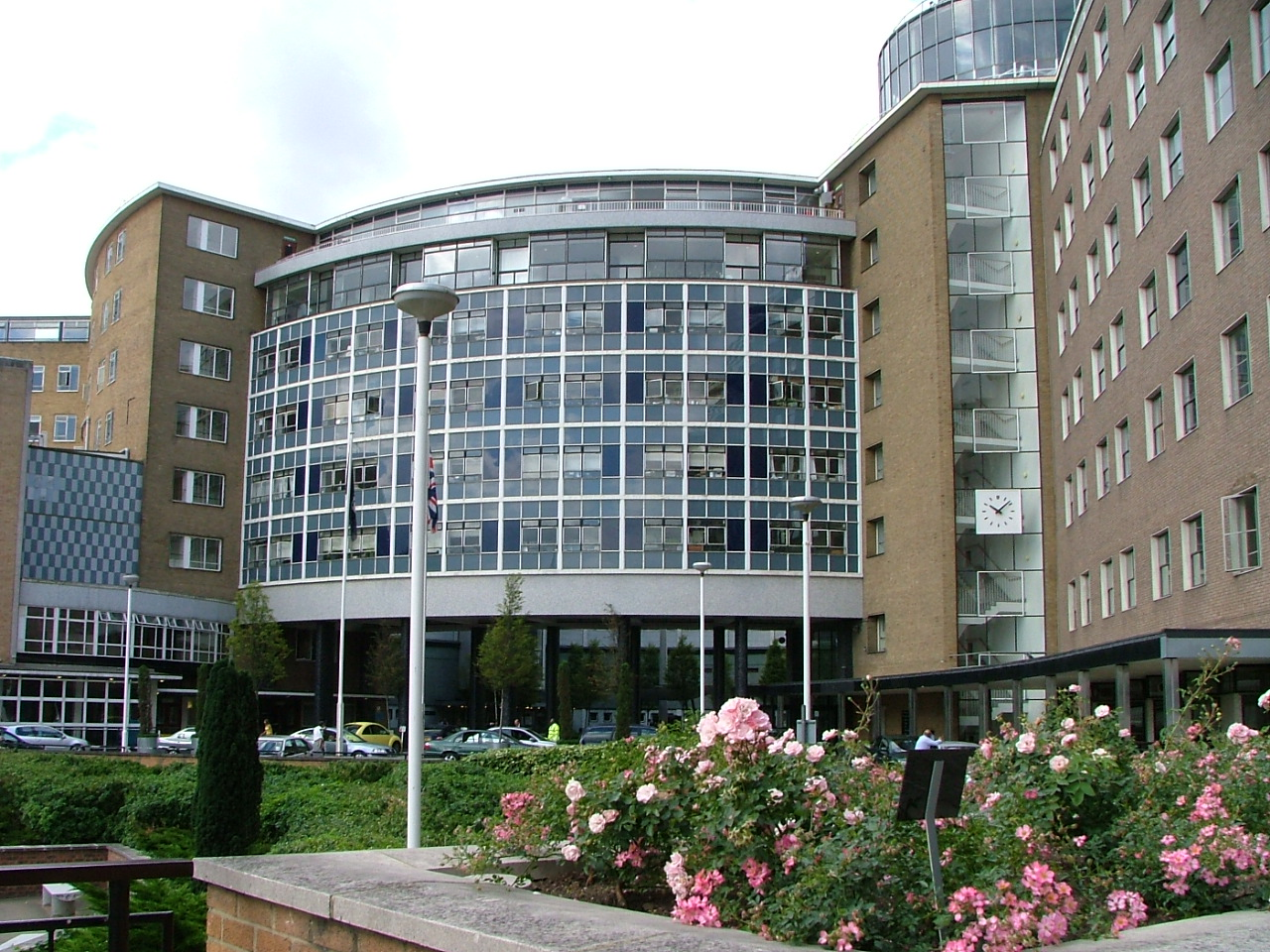
Centrum Telewizyjne BBC w Londynie.

BBC Studios (daw. BBC Worldwide) – część BBC, brytyjskiego publicznego nadawcy radiowo-telewizyjnego, działająca na zasadach całkowicie komercyjnych. Nie jest w żaden sposób współfinansowana ze środków brytyjskiego budżetu państwa (jak BBC World Service) ani płaconego przez widzów i słuchaczy w Wielkiej Brytanii abonamentu RTV (jak kanały telewizyjne i radiowe BBC przeznaczone na rynek brytyjski). Całość swoich wydatków pokrywa z samodzielnie wypracowywanych dochodów. W sensie formalnym stanowi spółkę prawa handlowego, w której 100% udziałów należy do BBC. Powstała w 1995, zastępując działającą na podobnych zasadach BBC Enterprises. W roku finansowym 2006/2007 jej przychody wyniosły ok. 810 mln funtów, a zysk ok. 111 mln funtów. W 2017 roku przedsiębiorstwa BBC Worldwide i BBC Studios zostały połączone i funkcjonują od tamtej pory pod nazwą BBC Studios.

## Stacje telewizyjne
Najbardziej znanym polem działalności BBC Studios jest nadawanie niemal wszystkich (wyjątkami są BBC World News, BBC Arabic i BBC Persian) kanałów telewizyjnych BBC przeznaczonych na rynki zagraniczne. Kanały te można podzielić na dwie grupy: prowadzone przez spółkę samodzielnie oraz wspólnie z partnerami spoza grupy BBC (te ostatnie określane są mianem kanałów joint venture).

### Kanały nadawane samodzielnie
- BBC America – kanał rozrywkowo-informacyjny, dostępny w USA
- BBC Lifestyle – kanał poświęcony stylowi życia, dostępny na wybranych rynkach w Europie i Azji
- CBeebies (wersje zagraniczne) – kanał dziecięcy, dostępny na wybranych rynkach w Europie, Azji, Australii i Oceanii
- BBC UKTV – kanał rozrywkowy dla Australii i Nowej Zelandii
- BBC HD (wersja międzynarodowa) – kanał z programami w jakości High Definition

### Kanałyjoint venture
- BBC Canada – kanał rozrywkowy, dostępny w Kanadzie (partner: CW Media)
- BBC Kids – kanał dziecięcy, dostępny w Kanadzie (partner: CW Media)
- UKTV (Europa) – grupa 10 kanałów tematycznych w Wielkiej Brytanii i Irlandii (partner: Virgin Media)
- People+Arts – kanał rozrywkowy dla Hiszpanii, Portugalii i Ameryki Łacińskiej (partner: Discovery Communications)

### Kanały zlikwidowane
- BBC Japan – kanał rozrywkowy na rynek japoński, nadawany w latach 2004-2006
- BBC Food – kanał kulinarny, dostępny w Skandynawii i RPA, nadawany w latach 2002-2008 (zastąpiony przez BBC Lifestyle)
- BBC Prime – kanał rozrywkowy dla Europy, Afryki i Bliskiego Wschodu, nadawany w latach 1995-2009 (zastąpiony przez BBC Entertainment)
- BBC Knowledge
- BBC Entertainment

## Pozostała działalność
Poza nadawaniem kanałów telewizyjnych, BBC Studios prowadzi także działalność na innych polach. Pierwszym jest sprzedaż praw do produkowanych przez całe BBC programów. Dotyczy to zarówno praw do emisji w stacjach telewizyjnych, jak i wszelkich innych form publikacji, w tym w Internecie i na DVD. Spółka wydaje także (lub udziela na to licencji innym podmiotom) wszelkiego rodzaju gadżety i produkty związane z audycjami BBC (książki, czasopisma, itd.). Ma również prawo do angażowania się w produkcje filmowe i telewizyjne, zarówno te prowadzone przez inne oddziały BBC, jak i przez innych nadawców i producentów.